# Burlesque (album)
Pour les articles homonymes, voir Burlesque (homonymie).
Singles
Burlesque est la bande originale du film homonyme de Steve Antin sorti en décembre 2010 dans lequel jouent Christina Aguilera et Cher. Le premier single de cet album, Express est sorti le 19 novembre 2010. L'album dispose de dix chansons, avec huit de Aguilera et deux de Cher. Welcome to Burlesque et You Haven't Seen the Last of Me sont les premiers enregistrements originaux de Cher depuis 7 ans,. L'album a reçu des critiques positives, avec beaucoup d'éloges pour Cher et son tube You Haven't Seen the Last of Me,,. Cette chanson a également reçu 3 récompenses.

## Histoire et production
Il a été confirmé après que Christina Aguilera ai terminé le travail sur son quatrième album studio. Elle a réinvité Tricky Stewart  (producteur de R&B) à commencer le travail sur l'album de Burlesque pour accompagner le film. Ensemble Aguilera et Stewart ont coécrit deux chansons pour l'album ; "Show Me Your Burlesque" et "Express". En plus de cela il a aussi travaillé sur d'autres titres pour l'album. Il a produit deux remakes pour la bande sonore - "Something's Got a Hold on Me " et "Thoug Lover" . L'Auteur-compositeur Claude Kelly a confirmé qu'il a coécrit trois chansons pour le film.
L'auteur-compositeur-chanteuse Sia Furler a travaillé avec Aguilera sur la chanson Bound to You pour le film. Le Producteur Danja a aussi travaillé sur la bande sonore. Plus loin, il a été confirmé que l'album disposerait des contributions de Linda Perry et Ron Fair. Cher a enregistré deux chansons pour l'album : "Welcome to Burlesque" et la ballade puissante "You Haven't Seen the Last of Me", qui a été écrit par Diane Warren et produit par Matt Serletic. La chanson est aussi la première chanson originale de Cher en sept ans. Aguilera a dit qu'elle a voulu que la bande sonore ressemble aux sons de son album Back to Basics en 2006. Elle a aussi déclaré que la chanson "Bound to You" était sa favorite de l'album; elle la coécrit avec Sia et Samuel Dixon.

## Réception et Critiques
Stephen Thomas Erlewine d'Allmusic a donné  revue positive [un avis positif] à l'album concernant Christina, c'est un retour musical qui rappelle son avant-dernier album studio Back to Basics. Il note les valeurs de production sur la bande sonore et le succès des compositions, il dit alors "un peu de cette substance est tout à fait bonne, particulièrement quand Christina balance ses hanches, apportant un air de 'Ain't No Other Man'". Slant Magazine a donné une revue positive [un avis positif] à l'album lui donnant 3 étoiles sur 5. New York le Daily News a donné une revue mélangée [un avis mitigé] à l'album disant "Cher met chacun de ses soixante-quatre ans dans ce numéro, sortant avec une belle chanson intéressante", cependant ils ont aussi dit "Indépendamment de la matière à portée de la main, Christina jette constamment sa voix autour avec un tel abandon générique, il ne parle pas d'émotions, mais d'athlétisme".

## Promotion
Le premier spot TV promotionnel a été diffusé le soir de la première de la saison 2 de Glee, le 21 septembre 2010. Internet a également été un grand moyen de promotion pour le film. La page  officielle de Burlesque a donné aux fans plusieurs images inédites lors des paliers importants : 10 000 fans, 20 000 fans... Le 1er novembre à midi, la page  ne compte que 35 000 fans. Le lendemain, à la même heure, celle-ci a dépassé les 135 000 fans, grâce à la promotion en TV et sur Internet pour le film. Le 15 décembre 2010, la page Facebook de Burlesque atteint 232 000 fans, devenant la deuxième plus grosse page pour une comédie musicale, après Moulin Rouge et ses 252 000 fans. La télévision est également un important moyen de promotion, sachant que  et d'autres membres de l'équipe participent aux émissions suivantes :
- The Tonight Show With Jay Leno[12](États-Unis) – 17/11 (Bound to You + Interview)
- The Ellen DeGeneres Show[13](États-Unis)– 19/11 (Something's Got a Hold on Me + Interview)
- American Music Awards[14](États-Unis) - 21/11 (Express)
- The Chelsea Lately Show[15](États-Unis) - 22/11 (Interview)
- The Conan O’Brien Show[16](États-Unis) – 22/11 (Something's Got a Hold on Me + Interview)
- Dancing With The Stars[17](États-Unis) - 23/10 (Show Me How You Burlesque)
- X Factor (Royaume-Uni) - 12/12 (Express)
- Le Grand Journal (France) - 15/12 (Interview)
- Vivement Dimanche (France) - 19/12 (Cher)

## Liste des titres
| 1.  | Something's Got a Hold on Me            | Christina Aguilera | 3:04 |
| 2.  | Welcome to Burlesque                    | Cher               | 2:46 |
| 3.  | Tough Lover                             | Christina Aguilera | 2:00 |
| 4.  | But I Am a Good Girl                    | Christina Aguilera | 2:29 |
| 5.  | Guy What Takes His Time                 | Christina Aguilera | 2:43 |
| 6.  | Express                                 | Christina Aguilera | 4:20 |
| 7.  | You Haven't Seen The Last Of Me         | Cher               | 3:30 |
| 8.  | Bound To You                            | Christina Aguilera | 4:23 |
| 9.  | Show Me How You Burlesque               | Christina Aguilera | 2:59 |
| 10. | The Beautiful People (From "Burlesque") | Christina Aguilera | 3:32 |

## Charts
| Chart (2010)                            | Meilleure position |
| --------------------------------------- | ------------------ |
| Australie (Albums Chart)                | 2                  |
| Australie (Digital Albums Chart)        | 1                  |
| Autriche (Albums Chart)                 | 5                  |
| Belgique (Albums Chart) (Flandre)       | 86                 |
| Canada (Albums Chart)                   | 16                 |
| République tchèque (Albums Chart)       | 29                 |
| Danemark (Albums Chart)                 | 38                 |
| Pays-Bas (Albums Chart)                 | 78                 |
| France (Albums Chart)                   | 108                |
| France (Digital Albums Chart)           | 28                 |
| Allemagne (Albums Chart)                | 12                 |
| Grèce (Albums Chart)                    | 26                 |
| Italie (Compilations Chart)             | 14                 |
| Japon (Albums Chart)                    | 8                  |
| Mexique (Albums Chart)                  | 11                 |
| Nouvelle-Zélande (Albums Chart)         | 5                  |
| Espagne (Albums Chart)                  | 69                 |
| Suisse (Albums Chart)                   | 8                  |
| Taiwan (Albums Chart)                   | 4                  |
| Taiwan (International Albums) Chart     | 1                  |
| Royaume-Uni (Compilations Top 40 Chart) | 27                 |
| États-Unis Billboard 200                | 18                 |
| États-Unis Billboard Soundtracks        | 1                  |
| Monde \| Ventes Soundtracks             | 1 375 000          |

## Certifications
| Région ou pays | Certification | Unités certifiées/vendu |
| -------------- | ------------- | ----------------------- |
| Australie      | Platine       | 70 000                  |
| Canada         | Or            | 40 000                  |
| États-Unis     | Or            | 707 000                 |
| Royaume-Uni    | Argent        | 60 000                  |

## Histoire et Sortie
| Région           | Date              | Label      |
| ---------------- | ----------------- | ---------- |
| Allemagne        | 19 novembre, 2010 | Sony Music |
| Royaume-Uni      | 22 novembre, 2010 | RCA        |
| États-Unis       | 22 novembre, 2010 | RCA        |
| Nouvelle-Zélande | 29 novembre, 2010 | Sony Music |
| Brazil           | 14 décembre, 2010 | Sony Music |

## Awards and nominations
| Awards | Awards                                                 | Awards                                            | Awards                                                                                                   | Awards     |
| Année  | Awards                                                 | Catégorie                                         | Destinataires et Candidats                                                                               | Résultats  |
| ------ | ------------------------------------------------------ | ------------------------------------------------- | --- | ---------- |
| 2010   | NewNowNext Awards                                      | Best Future Feature                               | | Lauréat    |
| 2010   | Houston Film Critics Society Awards 2010               | Best Original Song                                | "You Haven't Seen the Last of Me" Written by Diane Warren, performed by Cher.                            | Nomination |
| 2010   | Satellite Awards                                       | Best Original Song                                | "You Haven't Seen the Last of Me" Written by Diane Warren, performed by Cher.                            | Lauréat    |
| 2010   | Phoenix Film Critics Society Awards                    | Best Original Song                                | "You Haven't Seen the Last of Me" Written by Diane Warren, performed by Cher.                            | Lauréat    |
| 2010   | St. Louis Gateway Film Critics Association Awards 2010 | Best Music                                        | | Nomination |
| 2011   | Critics' Choice Awards                                 | Best Song                                         | "You Haven't Seen the Last of Me" Written by Diane Warren, performed by Cher.                            | Nomination |
| 2011   | Golden Globe Awards                                    | Best Motion Picture – Musical or Comedy           | | Nomination |
| 2011   | Golden Globe Awards                                    | Best Original Song                                | "You Haven't Seen the Last of Me" Written by Diane Warren, performed by Cher.                            | Lauréat    |
| 2011   | Golden Globe Awards                                    | Best Original Song                                | "Bound to You" Written by Christina Aguilera, Samuel Dixon, Sia Furler, performed by Christina Aguilera. | Nomination |
| 2011   | Golden Raspberry Awards                                | Worst Supporting Actress                          | Cher | Nomination |
| 2011   | GALECA Dorian Awards                                   | Campy (Intentional or Not) Film Of The Year       | | Lauréat    |
| 2011   | Golden Reel Awards                                     | Best Sound Editing: Music in a Musical Feature    | | Nomination |
| 2011   | Costume Designers Guild Awards                         | Excellence In Contemporary Film                   | "Burlesque" Michael Kaplan                                                                               | Nomination |
| 2011   | GLAAD Media Awards                                     | Outstanding Film - Wide Release                   | | Nomination |
| 2011   | ALMA Award                                             | Favorite Film Leading Actress - Comedy or Musical | Christina Aguilera                                                                                       | En attente |